# ボートピア栗橋
ボートピア栗橋（ボートピアくりはし）は、埼玉県都市ボートレース企業団が埼玉県久喜市に設置しているボートレースの場外発売場である。

## 概要
2010年2月25日オープン。管理施行者が携わっているボートレース戸田の全レース（戸田ボートレース企業団主催分を含む）、ボートレース桐生の全レースをはじめとして、おもに関東地区で行われるレース、さらに、SG・全国のGIおよびナイターレースなど最大10場120レースの勝舟投票券を年間最大340日発売する。発売締切は本場と同時である。
全国総合払戻サービスの対象施設。
国道4号に隣接し、自家用車で舟券を買いに来るファンを想定して1116台を収容できる駐車場を設置している。

## 施設の特徴
一般席は1階、2階とも143インチの高精細プラズマディスプレイ2台とボートピア岡部と同様に立体音響装置を備えている。特に戸田競艇場のレースについては、本場の場内映像と同様のハイビジョン映像による中継を行う。
友達同士やカップルでも楽しめるペアシートの指定席は2階にある。料金は2,000円。
発売窓口は全て自動発払兼用機で、一般席に32台、指定席に8台を設置している。
2012年9月22日のリニューアルで、在席投票システムを導入したロイヤルルーム「COCOON（コクーン）」を新設。全24席で料金は3,000円。

## アクセス
- JR東日本宇都宮線（東北本線）・東武日光線 栗橋駅または東武日光線 南栗橋駅から無料送迎バス。
- 東北自動車道 加須ICより東に約8 km、久喜ICより北に約10 km。
- 首都圏中央連絡自動車道（圏央道） 五霞ICより北西に約7km、幸手ICより北に約8 km。

## テレホンサービス
ボートピア栗橋独自では、レース結果等のテレホンサービスを行っていない。発売したレースの結果を確認するには各ボートレース場のテレホンサービス（テレドーム）で確認する。